# Миниатюрная литория
Миниатюрная литория (лат. Litoria microbelos) — вид бесхвостых земноводных семейства квакш. Эндемик севера Австралии. Населяет субтропические или тропические сухие низинные луга, болота и мозаичные пресные болота.
Это самая маленькая известная древесная лягушка в Австралии. Длина тела самцов до 16 мм, самок до 18. Окраска обычно коричневая с светло-коричневой верхней стороной тела, темно-коричневыми боковыми полосами и светлым, почти белым, брюшком. Белая полоса проходит вдоль губ и боков квакши.